# Nanpeidai-chō
 (avril 2021).
Si vous disposez d'ouvrages ou d'articles de référence ou si vous connaissez des sites web de qualité traitant du thème abordé ici, merci de compléter l'article en donnant les références utiles à sa vérifiabilité et en les liant à la section « Notes et références ».
Nanpeidai-chō (南平台町) est le nom d'un district de l'arrondissement de  Shibuya à Tokyo au Japon.
Le 57e premier ministre du Japon, Nobusuke Kishi (1896–1987) et le 66e premier ministre Takeo Miki (1907–1988) y possédaient leur résidence.

## Source
- (en) Cet article est partiellement ou en totalité issu de l’article de Wikipédia en anglais intitulé « Nanpeidaichō, Shibuya » (voir la liste des auteurs).